# Marie Steiner-von Sivers
Marie von Sivers Steiner (nascida Marie von Sivers - ou Sievers - 14 de março de 1867 - 27 de dezembro de 1948) foi a segunda esposa de Rudolf Steiner e um de seus colegas mais próximos.  Ela fez uma grande contribuição para o desenvolvimento de Antroposofia, particularmente em seu trabalho sobre a renovação das artes do espetáculos (Euritimia, Fala e drama),  e na edição e publicação da obra literária Steiner.

## Vida e Obra
Marie nasceu em uma família aristocrática em Włocławek (então parte da Rússia Imperial). Ela foi bem-educada, estudando teatro e recitação com vários professores na Europa, além de fluente em russo, inglês, francês, italiano e alemão.
Édouard Schuré entrou em contato com ela para traduzir seu livro Os Grandes Iniciados para o alemão. Em Londres entrou em contato com a Sociedade Teosófica através da Condessa Wachtmeister, amiga de Madame Blavatsky. Marie também permaneceu por muito tempo na Itália, onde assistiu às aulas de Giosuè Carducci, conheceu Giovanni Pascoli e participou ativamente na fundação da sociedade teosófica italiana.
Prestes a se mudar permanentemente para Florença, ela foi chamada de volta a Berlim para substituir o idoso conde Brockdorff à frente da seção teosófica alemã. Na cidade, conheceu Rudolf Steiner, com quem imediatamente se encontrou em sintonia. Marie viu nele o homem destinado a salvar o Ocidente da decadência dos valores espirituais em que havia caído. No início, Marie colaborou com Steiner para fundar a revista Lúcifer: ele escrevia os textos enquanto ela editava os envios. No entanto, devido aos numerosos compromissos de Steiner e à sua atividade como conferencista em toda a Europa, a revista teve de encerrar em 1908, apesar do crescimento vertiginoso de assinantes. No mesmo ano, Marie fundou, com seus próprios recursos, a Editora Filosófico-Teosófica (mais tarde «Antroposófica») para publicar o trabalho de Steiner.
A partir de 1914, Steiner elaborou uma série de testamentos nomeando Marie Steiner-von Sivers como herdeira de toda a sua obra e propriedade e sua sucessora na liderança do movimento antroposófico. Marie Steiner colaborou com Rudolf pelo resto da vida dele e levou seu trabalho além de sua morte em 1925 até vir a falecer em 1948. Ela o acompanhou e o ajudou como secretária, tradutora, editora e organizadora de suas turnês de palestras e outras atividades públicas.
Marie Steiner, junto de Günther Wachsmuth e Albert Steffen, expressou publicamente simpatia pelo regime nazista desde seu surgimento. Sob a liderança dessas figuras, as organizações antroposóficas suíças e alemãs adotaram uma postura de acomodação e, em certos momentos, de colaboração com o regime. Essa decisão permitiu que, embora o regime nazista perseguisse organizações esotéricas, os antroposofistas da Alemanha nazista e dos territórios ocupados não sofressem graves consequências. Apesar de enfrentarem algumas dificuldades devido a opositores da antroposofia dentro das camadas superiores do regime, os antroposofistas também contavam com apoiadores leais entre os nazistas, de modo que, de maneira geral, os antroposofistas não-judeus foram poupados. A situação mudou quando Rudolf Hess, um dos principais protetores da antroposofia, fugiu para o Reino Unido, embora a comunidade antroposófica ainda mantivesse apoiadores influentes entre os nazistas.
Quando Adolf Hitler ameaçou suprimir a Sociedade Antroposófica, o conselho executivo da instituição — que havia recentemente expulsado uma grande parte de seus membros — escolheu colaborar com o regime em vez de resistir. Marie Steiner, Günther Wachsmuth e Albert Steffen estavam cientes das intenções violentas de Hitler em relação aos judeus, já que as críticas do líder nazista à antroposofia incluíam a acusação de que a doutrina estava alinhada com o judaísmo. Em vez de se solidarizarem com as vítimas do regime nazista, os líderes antroposóficos negaram qualquer simpatia pelo judaísmo e asseguraram aos líderes nazistas que tanto eles quanto Rudolf Steiner tinham ascendência ariana.44— McKanan 2017, p. 196
1. 1 2 3  Tummer, Lia (2001). Rudolf Steiner and Anthroposophy for Beginners (em inglês). [S.l.]: Writers and Readers
2. 1 2 3  Giovetti, Paola (2006). Rudolf Steiner: la vita e l'opera del fondatore dell'antroposofia Seconda edizione ed. Roma: Edizioni Mediterranee
3. ↑  Staudenmaier, Peter (2014). Between occultism and Nazism: anthroposophy and the politics of race in the fascist era. Col: Aries book series. Texts and studies in Western esotericism. Leiden ; Boston: Brill
4. ↑  Douglas-Hamilton, Lord James (21 de dezembro de 2012). The Truth About Rudolf Hess (em inglês). [S.l.]: Random House
5. ↑  Rieppel, Olivier (6 de julho de 2016). Phylogenetic Systematics: Haeckel to Hennig (em inglês). [S.l.]: CRC Press